# Robert Abernathy
Ne doit pas être confondu avec Robert Abernethy.
Robert Abernathy, né le 6 juin 1924 à Tucson en Arizona et mort le 6 avril 1990  dans la même ville, est un écrivain américain de science-fiction.

## Biographie
Sa période d'écriture la plus prolifique a été durant les années 1940 et 1950. Il est principalement connu pour ses nouvelles.

## Œuvres

### Nouvelles traduites en français
- L'Ennemi du feu, 1954 ((en) The firefighter, 1954)
- L’Axolotl, 1954 ((en) Axolotl, 1954)
- Un homme contre la ville, 1955 ((en) Single combat, 1955)Titré également Combat singulier
- Recommencement, 1955 ((en) Heirs apparent, 1954)
- Les Pêcheurs, 1956 ((en) The Fishers, 1954)
- Heure sans gloire, 1957 ((en) Hour without glory, 1956)
- L'An 2000, 1957 ((en) The year 2000, 1956)
- Les Révoltés, 1958 ((en) One of them, 1956)
- Le Dévoreur, 1958 ((en) The Guzzler, 1955)
- Un cinéma fabuleux, 1959 ((en) The marvelous movie, 1954)
- À mourir de peur, 1961 ((en) Righteous plague, 1951)
- Le Professeur et son phantasme, 1962 ((en) Professor Shuckler's fallacy, 1953)